# Loes Vandromme
Loes Vandromme (Poperinge, 27 april 1979) is een Belgisch politica voor CD&V.

## Levensloop
Vandromme werd in 2002 licentiaat in de pedagogische wetenschappen en geaggregeerde voor het secundair onderwijs in de pedagogische wetenschappen aan de Universiteit Gent. Ze was van 2002 tot 2012 lerares aan het Technisch Instituut Immaculata in Ieper en daarna van 2012 tot 2019 parlementair medewerker van Jan Durnez, Vlaams Parlementslid voor CD&V.
Voor de CD&V werd Vandromme in oktober 2006 verkozen tot gemeenteraadslid van Poperinge. Sinds begin januari 2007 is ze er schepen. Van 2007 tot 2012 was ze bevoegd voor gezin, kinderopvang, jeugd, gehandicaptenbeleid en gelijke kansenbeleid en van 2013 tot 2018 voor cultuur, sociale zaken en personeel. Van 2019 tot 2024 was ze als eerste schepen bevoegd voor cultuur, onderwijs, kinderopvang en burgerzaken. Na de verkiezingen van oktober 2024 bleef Vandromme eerste schepen, met de bevoegdheden burgerlijke stand, welzijn, seniorenbeleid, sociaal beleid, cultuur en onderwijs, en werd ze eveneens voorzitter van het Bijzonder comité voor de sociale dienst.
Bij de Vlaamse verkiezingen van 26 mei 2019 werd Vandromme vanop de vierde plaats van de West-Vlaamse CD&V-lijst verkozen in het Vlaams Parlement. Ze werd er de onderwijsspecialiste van haar partij en ging zich ook toeleggen op de dossiers rond sociale economie, inclusiviteit op de werkvloer, toerisme en de Westhoek. Van 2021 tot 2024 was ze ondervoorzitter van de commissie Onderwijs. Bij de Vlaamse verkiezingen van 9 juni 2024 werd ze herkozen.
Daarnaast is Vandromme sinds 2019 voorzitter van de Onderwijsvereniging van Steden en Gemeenten (OVSG).